# Fimoza
Fimoza je suženje kožice penisa (prepucija), zbog čega se kožica ne može prevući preko glavića penisa (glansa). Naziv dolazi od grčke riječi phimos (φῑμός), a označava stanje koje može biti urođeno ili stečeno.
Fimoza može biti bolest kod odraslih muškaraca, ili normalni stadij u razvoju, tzv. fiziološka fimoza.

## Fiziološka fimoza
Većina dječaka se rađa s fiziološkom fimozom - kožica im se ne može prevući preko glavića penisa. To je normalno. U prvim godinama života, fiziološko sljepljenje prepucija s glavićem penisa prirodna je zaštita glavića od utjecaja amonijaka iz mokraće.
Kod većine djece prepucij se potpuno odvoji od glavića penisa tijekom prve tri godine života. Tom prirodnom procesu rastezanja kožice i odljepljivanja od tkiva glavića možemo pomoći na način da dječaku povremeno potegnemo kožicu – posebno nakon kupanja, s obzirom na to da topla voda povoljno utječe na rastezanje kože.
Ako se kožica teško prevlači preko glavića, ili je uopće nije moguće prevući, do treće godine života ne morate dizati paniku. Još u trećoj godini života gotovo 50% dječaka ima fiziološku fimozu, odn. unutrašnja strana prepucija im je sljepljena za glavić. Stoga se ne morate pretjerano zabrinjavati - osim ako otvor prepucija nije toliko uzak da izaziva smetnje otjecanju mokraće.
Ako primijetite da dijete otežano mokri, te da mu se na vrhu penisa stvara balončić (ispod kože) ili mokraća teško prolazi u tankom mlazu – posavjetujte se s urologom!
Dakle, ako u trećoj godini fimoza ne nestane, posavjetujte se s urologom – koji će procijeniti u kojem stupnju je fimoza prisutna, te da li je potrebno odstraniti veze prepucija i glansa, a u nekim slučajevima možda i izvršiti operativni zahvat - djelomično ili potpuno obrezivanje.

## Fimoza
Svega oko 2 % odraslih muškaraca ima pravu prirođenu fimozu – kad im je otvor na kožici penisa toliko uzak da ometa normalno prevlačenje preko glavića, a time i normalne funkcije.
Kako se starenjem prepucij olabavljuje, kod većine (98-99%) dječaka u 18. godini života kožica se može normalno prevući preko glansa – odn. većina slučajeva prirođene fimoze se spontano riješi. Tome sigurno pomažu i jednostavni mehanički uzroci – npr. rastezanje kožice prilikom masturbacije i sl. Stoga se liječenje blažih oblika fimoze može odgoditi do iza puberteta.
Kod težih oblika fimoze u novije vrijeme se preporuča nekoliko metoda liječenja:
- Cirkumcizija, odn. obrezivanje je tradicionalna metoda rješavanja problema fimoze. U ovom slučaju kožica se u jednostavnom ambulantnom zahvatu, dijelom ili u cijelosti, kirurški odstrani. Koliko je ovaj pristup najjednostavniji – toliko i nosi određene rizike zbog mogućnosti oštećenja mokraćovoda, pucanja šavova, krvarenja, infekcije i sl.

Operacija fimoze - cirkumcizija
Operacija fimoze zove se cirkumcizija ili obrezivanje. Operacijom se uklanja dio kože koji je sužen i na taj se način glavić penisa „oslobađa“. Operacija se obavlja kao ambulantni zahvat, odnosno preko dnevne bolnice, a radi se u lokalnoj anesteziji. Bolesnik dobije lokalnu anesteziju iglom u području korijena penisa (dio gdje se penis spaja s donjim dijelom trbuha), te još oko kože glavića. Nakon što tkivo „utrne“, odreže se suženi dio kože, a ostali dio kože se ponovno zašije. Sam zahvat traje od 30- 45 minuta i bolesnik nakon zahvata ide kući.
- Prepucioplastika je u odnosu na obrezivanje poštedna kirurška metoda za rješavanje problema fimoze, gdje se kroz plastičnu operaciju kožica i prepucijski otvor rašire do potrebne veličine. Prednosti prepucioplastike su brži i bezbolniji oporavak, manje komplikacija, te očuvanje prepucija.
- Liječenje steroidnim mastima je metoda koja se pojavila u 90-im godinama. Steroidne masti potiču rast i širenje prepucija, pa iz niza zemalja dolaze zadovoljavajući rezultati u liječenju fimoze – oko 90% slučajeva se može izliječiti ovom metodom. Prednost liječenja lokalnim steroidima je očigledna: nema kirurškog rizika, traume a cijena je daleko niža od plastične operacije.
- Beaugé tehnika, nazvana prema autoru, je u stvari prirodna i postupna tehnika rastezanja prepucija. Koža koja se redovito i dulje vremena rasteže odgovara na podražaj umnožavanjem stanica odn. širenjem. Posebnost ove tehnike je i u preporuci muškarcima koji pate od fimoze da ustraju u masturbiranju normalnim metodama – prevlačenjem kožice unazad, uz mazanje kože kremom koja pomaže u rastezanju. Prema tvrdnjama autora, nakon nekoliko tjedana, većina muškaraca je prijavila da im se prepucij značajno olabavio i proširio.

Osim urođene fimoze, suženje kožice penisa može biti i stečeno. Zbog loše higijene, kronične upale glansa ili prepucija, infekcije ili pretjeranog nadraživanja - otvor prepucija može postati slabo rastezljiv i teško ga je (bez bolova ili pucanja kože) prevući preko glavića penisa.
'Nasilno' prevlačenje kožice preko glavića penisa u bilo kojem slučaju treba izbjegavati, zbog mogućih oštećenja kože - i moguće pojave stanja koje se naziva parafimoza.

## Pročitajte više
- parafimoza

## Vanjske poveznice
- Fimoza. urologija.hr. Pristupljeno 16. kolovoza 2022.
- Medicina.hr – Fimoza
- Medicina.hr – Parafimoza
- Najčešća oboljenja penisa
- Beaugé tehnika  Arhivirana inačica izvorne stranice od 23. listopada 2021. (Wayback Machine)

Tekst je preuzet s Obiteljskog foruma Mama-mami. Originalni članak možete pročitati ovdje
|  | Molimo pročitajte upozorenje o korištenju medicinskih informacija. Ne provodite liječenje bez savjetovanja s liječnikom! |